# Lotte Center Hanoi
Lotte Center Hà Nội (произносится Лотте Сентр Ханой) — небоскрёб в районе Бадинь города Ханой (Вьетнам). Используется как офисное здание и гостиница на 318 номеров, также в нём расположен торговый центр Lotte Department Store, занимающий шесть первых этажей, и залы для съездов. Lotte Center Hanoi занимает вторую строчку в списке самых высоких зданий города (после Keangnam Hanoi Landmark Tower), также вторую строчку в аналогичном списке для всей страны, 14-ю строчку в списке самых высоких зданий Юго-Восточной Азии и 108-ю строчку в списке самых высоких зданий Азии.
Впервые о планах по сооружению нового небоскрёба в городе было сообщено в 2007 году. Строительство здания длилось с 2010 года по 2 сентября 2014 года, его высота составила 272 метра (по информации с emporis.com; согласно официальному сайту небоскрёба — 267 метров), в нём 65 надземных этажей и 5 подземных, 22 лифта, поднимающихся со скоростью до 6 м/сек, площадь помещений внутри составляет 253 395 м². Стоимость строительства составила 400 млн долларов. Архитектором выступила компания Callison, ведущим инженером — фирма Thornton Tomasetti. Владелец небоскрёба, как ясно из названия, — южнокорейский конгломерат Lotte.